# Sovjetske deportacije iz Estonije
Sovjetske deportacije iz Estonije zbile su se od lipnja 1941. (prvi val) i od 1945. sve do 1953. (drugi val preseljenja). Sveukupno je u tom razdoblju deportirano 32 540 državljana Estonije. Od toga broja, preminulo je preko 5 400 osoba: 3 000 je preminulo od napornog i dugog putovanja ili velikih hladnoća, pothranjenosti ili eksploatiranja rada u izgnanstvu u Sibiru.

## Prvi i drugi val deportacija
Estoniju je okupirao i nezakonito pripojio Savez Sovjetskih Socijalističkih Republika nakon ultimatuma 16. lipnja 1940. u skladu sa njemačko-sovjetskim paktom o međusobnoj podjeli Europe na sfere utjecaja i okupacije. Dana 14. lipnja 1941., tjedan dana prije njemačke invazije SSSR-a, sovjetske su vlasti izvršile deportaciju 11 000 Estonaca u Rusiju. Ljudi su transportirani u vagonima za stoku, a među njima je bio i estonski predsjednik Konstantin Päts, vrhovni zapovjednik oružanih snaga Johan Laidoner, ministri kabineta, članovi parlamenta, poduzetnici i vlasnici mnogih poduzeća. Preko polovice raseljenih bili su žene i djeca.
Nacistička Njemačka preuzela je 1941. ulogu okupatora Estonije, ali je SSSR ponovno zauzeo to područje 1944. uoči kraja Drugog svjetskog rata. Ponovnom uspostavom sovjetske vlasti, bilo je samo pitanje vremena kada će ponovno započeti nove deportacije iz Estonije. U ožujku 1949. započelo je novo skupljanje i deportacija dodatnih 20 713 Estonaca, što je predstavljalo 2,5 % stanovništva Republike. Poslani su u sibirski gulag i izrabljivačke radne logore. Uz te dvije veće deportacije, desilo se i nekoliko manjih: tijekom ljeta 1945. protjerano je 342 baltička Nijemca a 1951. je raseljeno 259 pripadnika Jehovinih svjedoka u "Operaciji Sjever". Uvjeti u Sibiru i Središnjoj Aziji bili su opterećeni teškom nebrigom prema doseljenicima, poglavito manjkom hrane: pojedini su svjedoci prepričavali kako su stariji Estonci izvršili samoubojstvo kako bi ostalo više hrane za mlade. Oko 5 000 Estonaca deportirano je u regiju Tomsk u blizini Semipalatinska, lokacije za nuklearno testiranje 260 atomskih i hidrogenskih bombi od 1949. do 1954., gdje su bili izloženi radijaciji i rodili malformiranu djecu. Smrtnost prvog vala deportacija 1941. procijenjena je na 60%.
Razlozi za prisilno premještanje Estonaca (i drugih državljana baltičkih država) ležali su u namjeri Kremlja da provede zastrašivanje stanovništva, kolektivizaciju slanjem ljudi u Sibir, kazni protivnike sovjetske vlasti koji su htjeli estonsku neovisnost i isprazni teritorij kako bi se provela rusifikacija, odnosno sovjetizacija i naposljetku konsolidacija njihove vlasti. Raseljavanje je prestalo nakon što je 1953. umro sovjetski vođa Josif Visarionovič Džugašvili Staljin. Preživjeli sibirski Estonci počeli su se vraćati natrag svojim domovima u Estoniju u 1950-ima, ali memoari o njihovom životu u Sibiru nisu smjeli biti objavljivani sve do 1970-ih i 1980-ih.

## Suđenja počiniteljima
Nakon ponovne uspostave estonske neovisnosti u 1990-ima, estonski sudovi podigli su optužnice protiv nekoliko počinitelja ovih zločina. Johannes Klaassepp (1921. – 2010.), Vladimir Loginov (1924. – 2001.) i Vasili Beskov osuđeni su svaki na osam godina zatvora 1999. godine. Mihail Neverovski (1920.), bivši KGB-ovac, osuđen je na četiri godine zatvora. August Kolk (1924.) i Pjotr Kisli (1921.) osuđeni su na osam godina zatvora. Arnold Meri (1919. – 2009.), veteran Crvene armije, optužen je za genocid zbog deportacije 251 civila s otoka Hiiumaa u sibirske logore. Tužitelji navode da je 40 osoba preminulo zbog dugog putovanja u to zabačeno područje. Meri je priznao da je doista sudjelovao u deportacijama. Preminuo je 2009. prije presude. Presude su deportacije civila proglasile zločinima protiv čovječnosti. Osuđenici su pokrenuli priziv protiv ovih odluka. 

### Europski sud za ljudska prava
Godine 2006. Europski sud za ljudska prava odlučio je da te kazne za zločine protiv čovječnosti nisu protivne međunarodnom pravu, čime su presude Kolku i Kisliju postale pravomoćne. U presudi, sud je utvrdio da su 1949. zločini protiv čovječnosti već bili kriminalizirani te se odgovornost za iste "ne može ograničiti na državljane određenih država ili samo na djela izvršena u određenom vremenskom razmaku Drugoga svjetskoga rata".
| Država, regija           | Estonija                                        | Letonija                                               | Litva                        |
| ------------------------ | ----------------------------------------------- | ------------------------------------------------------ | ---------------------------- |
| Stanovništvo             | 1 126 413 (1934.)                               | 1 905 000 (1935.)                                      | 2575400 (1938.)              |
| Deportacije lipnja 1941. | 9 267 (2 409 je smaknuto)                       | 15 424 (<6 000 ubijeno, 3 400 umrlo u radnim logorima) | 17 500                       |
| Deportacije 1948. – '49. | 20 702 (3 000 umrlo tokom putovanja ili egzila) | 42 231 (8 000 umrlo tokom putovanja ili egzila)        | 41 000 (1948) 32 735 (1949.) |
| Ostale deportacije       | <650                                            | 500—1 700                                              | <59 200                      |